# Естелі (департамент)
Естелі́ (ісп. Estelí) — один з департаментів Нікарагуа.

## Географія
Департамент знаходиться на заході центральної частини Нікарагуа. Його площа становить 2229,69 км². Чисельність населення 220 703 людини (перепис 2012 рік). Щільність населення - 98,98 чол./км². Адміністративний центр - місто Естелі.
Межує на півночі з департаментом Мадрис, на заході з департаментом Чинандега, на півдні з департаментом Леон, на сході з департаментами Матагальпа і Хінотега.

## Муніципалітети
В адміністративному відношенні територія департаменту Естелі підрозділяється на 6 муніципалітетів:
1. Кондега
2. Ла-Тринідад
3. Пуебло-Нуево
4. Сан-Ніколас
5. Сан-Хуан-де-Ліма
6. Естелі